# Frantz Dræbye
Frantz Dræbye (født 16. juli 1740, København - 1814) var en dansk teolog og etatsråd. Han blev cand. theol. den 30. juli 1783 i København i Vor Frue Kirke. Han er især kendt som ophavsmand til verdens første fulde oversættelse af den liberale filosof Adam Smiths hovedværk The Wealth of Nations, der udkom i 1780 under den danske titel Undersøgelse om national-velstands natur og aarsag. Han var desuden stormester i Kjæden de tre vise af Østerland fra 1785 til 1788.
Som ung student var Dræbye ansat som huslærer hos den rige norske købmand James Collett (no) og i den forbindelse rejste han blandt andet til Tyskland og mødte den unge digter Johann Wolfgang Goethe (1749-1832). Senere blev Dræbye først udnævnt som Kammerråd og derefter Etatsråd, Chef for Økonomi- og Kommercekollegiets norske Sekretariat  . Han var først gift med Birgitte Charlotte Schønheyder og efter hendes død med Amalia Esmarch. Han var far til Carl Asmill Dræbye, Johan Christian Dræbye og Louisa Mathilda Dræbye.

## Udgivelser
- Undersøgelse om national-velstands natur og aarsag af doctor Adam Smith, medlem af det kongelige widenskabernes sælskab i London og forhen offentlig lærer i moral-philosophien ved universitetet Glasgou. Af det engelske oversat og med nogle anmærkninger oplyst af F. Dræbye. Hertil er føiet gouvernør Pownals brev til forfatteren i hvilket nogle af de i dette wærk fremsatte læresættninger prøves. København 1780, Forlaget Gyldendal